# Black Codes
Les Black Codes sont un ensemble de lois américaines, votées par les États ou au niveau local, qui avaient pour objet de limiter les droits fondamentaux et les droits civiques des Noirs. Ces lois ont été rédigées et promulguées à partir des années 1830 et sont restées en vigueur jusqu'au XXe siècle, lorsque le mouvement des droits civiques aux États-Unis a provoqué leur abolition.
À l'origine, la constitution des États-Unis validait l'esclavage. Dans ce contexte, les États du Nord et les États du Sud ont adopté une législation raciale dès le début du XIXe siècle. Beaucoup d'États nordistes, pourtant anti-esclavagistes, adoptèrent comme les États du Sud des lois supprimant le droit de vote des Noirs, ou interdisant les mariages mixtes. Cependant, l'expression Black Codes se réfère en priorité à la législation mise en place par les États du Sud à la fin de la guerre de Sécession à propos du travail, des droits civiques et du droit à l'émigration des esclaves fraîchement émancipés.
Au Texas, par exemple, la 11e législature introduisit les Black Codes en 1866. Cela d'une part pour confirmer le statut d'infériorité que les Noirs et les esclaves émancipés avaient avant la guerre du Texas et d'autre part, pour contrôler le travail des Noirs dans la société.
Le législateur, en amendant le code pénal en 1866, n'a fait que renforcer la barrière continue entre les Blancs et les Noirs en décrétant Noirs tous ceux qui avaient au moins 1/8e de sang africain dans les veines, sous réserve de dispositions particulières légales.
Les Black Codes entrés en application juste après la guerre de Sécession, même s'ils variaient d'un État à un autre, visaient l'objectif de s'assurer en permanence une main-d'œuvre à bon marché et ont donc contribué à pérenniser le statut d'infériorité des esclaves affranchis. Les Black Codes trouvaient leurs fondements dans les anciennes lois sur les esclaves.

## Essor 1830 - 1860
Lorsque le mouvement abolitionniste prit de la vigueur avec le réseau d'entraide Underground railroad (Chemin de fer clandestin) qui permit à certains Noirs de se soustraire à leur statut d'esclave, les craintes s'amplifièrent dans la population blanche des États du Nord. 
L'article 13 de la constitution de l'Indiana décréta qu'aucun Noir ou mulâtre n'était autorisé à s'installer dans l'État. 
La constitution de l'Illinois de 1848 instaurait un black code parmi les plus sévères, dont la révision en 1853 aboutit à l'interdiction totale de l'immigration noire dans l'État.
Tous les États esclavagistes ainsi que certains des nouveaux États libres interdirent le mariage inter-racial en promulguant des lois anti-métissage.

## Après la guerre de Sécession
Dans les mois qui suivirent la fin de la guerre de Sécession (avril 1865), les anciens États confédérés adoptèrent de nouveaux black codes, qui interprétaient a minima l'abolition de l'esclavage découlant de la proclamation d'émancipation du 22 septembre 1862 et du XIIIe amendement de 1865. Tandis qu'ils œuvraient à leur réintégration dans l'Union, les États du Sud accordèrent aux esclaves affranchis des droits civiques très limités, sans le droit de vote.
Les riches propriétaires de plantation craignaient de perdre leur exploitation, convaincus que les Noirs ne pouvaient travailler, au moins pour eux, en dehors de la contrainte. Par ailleurs, les black codes constituaient un bouclier pour empêcher les anciens esclaves de revendiquer la pleine égalité civique et sociale.
Les black codes, variables selon les États, garantissaient aux Noirs certains droits comme le mariage légal, et parfois le droit individuel à la propriété privée, mais restreignaient considérablement leurs autres droits.
En matière de justice, il leur était ainsi interdit de témoigner contre un Blanc ou d'être choisi comme juré.

En matière politique, il leur était interdit d'être citoyen et de voter, et il ne pouvaient être membre d'une milice (ce que garantit normalement le IIe amendement de la constitution américaine), et donc de porter une arme.
En matière de travail, et en réponse aux pressions des propriétaires de plantation, les black codes comportèrent souvent une disposition particulièrement coercitive décrétant que tous les Noirs qui n'étaient pas engagés dans un contrat de travail d'un an minimum s'exposaient à être arrêtés pour être loués aux propriétaires, selon la pratique du Convict Leasing. Toujours en matière de travail, certains États sudistes limitaient l'accès à certaines professions aux Noirs, d'autres donnaient aux juges le pouvoir d'autoriser les Afro-américains de la deuxième génération à travailler pour les planteurs sans le consentement de leurs parents, ce qui permettait en pratique de remettre en œuvre le travail forcé. Certains États supprimaient purement et simplement le droit d'acquérir de la terre, ce qui visait de nouveau à obliger les anciens esclaves à travailler pour leurs anciens maîtres.
Les « codes noirs » scandalisèrent l'opinion publique dans le Nord, car il semblait que le Sud recréait une forme de quasi-esclavage annulant les résultats de la guerre de Sécession. Après avoir remporté une large majorité au Congrès lors des élections de 1866, les républicains placèrent le Sud sous régime militaire d'occupation. De nouvelles élections furent organisées par l'autorité fédérale, dans lesquelles les affranchis pouvaient voter. Le suffrage fut également étendu aux Blancs pauvres, privés du droit de vote dans beaucoup de législations sudistes. Les nouveaux gouvernements des États sudistes abrogèrent tous les « Codes noirs ».
Pour éviter le retour des blacks codes, le XIVe amendement de la constitution (garantissant la citoyenneté aux Noirs, et réduisant les droits des anciens rebelles) et le XVe amendement (garantissant le droit de vote pour les hommes majeurs et sains sans distinction raciale) furent votés, respectivement en 1868 et 1870. 
Le XIVe amendement décrétait : « Toute personne née ou naturalisée aux États-Unis [...], est citoyen des États-Unis et de l'État dans lequel elle réside. Aucun État ne fera ou n'appliquera de lois qui restreindraient les privilèges ou les immunités des citoyens des États-Unis [...] ». Et le XVe amendement ajoutait : « Le droit de vote des citoyens des États-Unis ne sera dénié ou limité par les États-Unis, ou par aucun État, pour des raisons de race, couleur, ou de condition antérieure de servitude ».
« Les black codes restrictifs, ainsi que les lois ségrégationnistes adoptées par les premiers gouvernements d'après-guerre des États, ne survécurent pas à la Reconstruction ».

## Après la Reconstruction

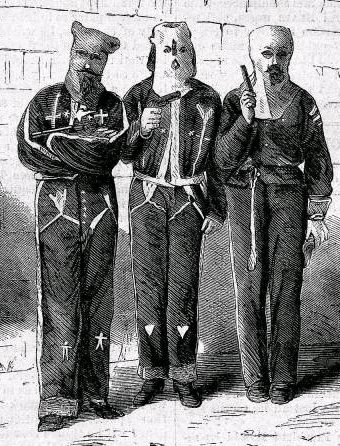
Membres du Klan, 1872, Mississippi.

Après la fin de la période dite de « Reconstruction », c'est-à-dire après le compromis de 1877 et la fin de la présence militaire nordiste dans le Sud, les États de l'ancienne confédération instituèrent de nouvelles loi discriminatoires, souvent appelées les « lois Jim Crow ». 
Celles-ci étaient plus souples que les anciens black codes, car elle devaient respecter les XIIIe, XIVe et XVe amendements à la Constitution. Le travail forcé, l'interdiction de certains métiers et les restrictions au droit de propriété n'y figuraient pas. 
Par contre, un régime de ségrégation raciale fut mis en place. Ses deux principales caractéristiques étaient la stricte séparation physique des Blancs et Noirs (mais sans remettre en cause leur égalité légale formelle), et une quasi privation du droit de vote reposant sur des méthodes indirectes (ne faisant pas référence explicitement à la couleur) comme un test de connaissance, renforcées par la terreur orchestrée par des organisations comme le Ku Klux Klan.